# León Klenicki
León Klenicki (Buenos Aires, 7 de septiembre de 1930 - Monroe, 25 de enero de 2009) fue un rabino y un activista argentino-estadounidense, defensor de las relaciones interreligiosas, particularmente entre judíos y católicos. Se desempeñó como director interreligioso de la Liga Antidifamación. También se desempeñó como director de la oficina latinoamericana de la Unión Mundial para el Judaísmo Progresista.

## Biografía
Klenicki nació el 7 de septiembre de 1930 en Buenos Aires, Argentina, de padres de origen judío que habían emigrado de Polonia en la década de 1920. Mientras asistía a la Universidad de Buenos Aires en 1959, Klenicki recibió una beca para el Colegio de la Unión Hebrea - Instituto Judío de Religión en Cincinnati. Se graduó de la Universidad de Cincinnati con una licenciatura en filosofía y recibió una maestría y un diploma rabínico que marca su ordenación en 1967 del Colegio de la Unión Hebrea.

### Judaísmo progresista
Las tesis que preparó tanto para su licenciatura como para su título rabínico fueron sobre el tema del diálogo interreligioso. Como director de la oficina latinoamericana de la Unión Mundial para el Judaísmo Progresista, en una conferencia de líderes judíos y católicos celebrada en Bogotá, Colombia, en 1968, la primera reunión oficial de líderes judíos y católicos en América Latina, el rabino Klenicki dijo a la Audiencia que casi dos mil años de historia habían dividido a las dos religiones, durante los cuales "se levantaron catedrales al cielo mientras los judíos debían pasar a la clandestinidad" mientras sufrían persecución a manos de los cristianos, pero que "ha llegado el momento de la esperanza". La tarea es dura, pero no imposible".
El rabino Klenicki fue nombrado director de relaciones judío-católicas en 1973 por la Liga Antidifamación y fue nombrado director de asuntos interreligiosos en 1984, desempeñando ese cargo hasta 2001.

### Arrepentimiento de la iglesia
Bajo el Papa Juan Pablo II, el Vaticano publicó We Remember: A Reflection on the Shoah en 1998, un documento que condenaba el genocidio nazi y pedía el arrepentimiento de los católicos que no habían intercedido para detenerlo, instando a los católicos a arrepentirse "de errores pasados e infidelidades" y "renuevan la conciencia de las raíces hebreas de su fe" mientras se distingue entre el "antijudaísmo" de la Iglesia como enseñanza religiosa y el antisemitismo asesino de la Alemania nazi, que describió como de "raíces fuera del cristianismo". El rabino Klenicki llamó al documento "una ensalada" que fue importante para describir el Holocausto e insistió en que nunca se olvidaría, y señaló que "los negadores del Holocausto en Europa ahora tienen que lidiar con el Vaticano", pero que perdieron una oportunidad para "un ajuste de cuentas del alma" por el Vaticano.
Como director de asuntos interreligiosos de la Liga Antidifamación y su enlace con el Vaticano, el rabino Klenicki fue una voz importante del judaísmo estadounidense durante las cuatro décadas de mejora de las relaciones entre católicos y judíos después del Concilio Vaticano II.

### Problemas intercomunitarios
Eugene J. Fisher, entonces director asociado del Comité de Obispos de Estados Unidos para Asuntos Ecuménicos e Interreligiosos de la Conferencia de los Obispos Católicos de Estados Unidos, recordó una reunión de 1987 con el Papa Juan Pablo II a la que asistieron líderes católicos y judíos, en la que el rabino Klenicki, expreso preocupaciones de manera muy directa, sin negativos retóricos innecesarios con respecto al encuentro del Papa con Kurt Waldheim.
Como parte de sus esfuerzos en el diálogo interreligioso, el rabino Klenicki ayudó a la Arquidiócesis de Filadelfia a preparar un folleto que explicaba la historia y la teología cristianas a los judíos, y desarrolló con la Arquidiócesis de Chicago una Hagadá de Pascua destinada a los católicos que participaban con Judíos en un seder o que querían experimentar el seder como lo hizo Jesús.
En 2000, fue crítico con el documento Dominus Iesus, y lo calificó como "un paso atrás en la relación de diálogo".

### Orden de Gregorio el Grande
El rabino Klenicki se reunió con el Papa Benedicto XVI en el Vaticano en 2005, en la primera reunión del nuevo Papa con líderes judíos. En 2007, el rabino Klenicki fue nombrado Caballero Papal de la Orden de San Gregorio Magno por el Papa Benedicto XVI, un reconocimiento otorgado a hombres y mujeres católicos (y en ocasiones puntuales a no católicos) en reconocimiento a su servicio a la Iglesia, labores insólitas, apoyo de la Santa Sede y el buen ejemplo de sus comunidades y países.

### Fallecimiento
Falleció a los 78 años el 25 de enero de 2009, en su casa de Monroe, Nueva Jersey a causa del cáncer que padecía. Le sobrevivió su esposa, Myra Cohen Klenicki; dos hijos de un matrimonio con Ana Dimsitz que terminó en divorcio; un nieto y un hermano.